# Patronato da Cultura Galega de Montevideo
El Patronato da Cultura Galega de Montevideo es una asociación creada en Montevideo en 1964. Su principal objetivo era proteger y proveer asistencia a los gallegos que emigraban a Uruguay, pero también defender y difundir la lengua y la cultura gallega en ese país.

## Historia
Fue fundado por un grupo de gallegos que compartían una identiad común. El proyecto comenzó con la creación de una biblioteca que poco a poco se fue transformando en el actual patronato. Entre sus fundadores se encuentran Manuel Meilán Martínez, primer presidente de la institución. La entidad es miembro de la Unión de Sociedades Gallegas, y fue reconocida como gallega el 29 de enero de 1992.
El número de socios fundadores de la entidad fue de 94, todos ellos gallegos. En 1998, año en el que se registró el mayor número de afiliados, se alcanzaron los 910 afiliados, de los cuales el 98% eran gallegos. En el último control registrado, en 2012, el número de socios era 871, de los cuales el 58% eran gallegos.

## Características
El Patronato da Cultura Galega es una asociación cultural sin fines políticos, religiosos, filosóficos ni lucrativos, cuyo objetivo es la defensa y difusión de los valores culturales de Galicia y de la unión entre los pueblos gallego y uruguayo.
Realiza numerosas actividades con el fin de fortalecer los lazos culturales. Por ejemplo, desde su fundación hasta el final del franquismo, el patronato publicó libros en gallego sobre temas y autores prohibidos en Galicia.Desde 1950 mantiene el programa de radio «Siempre en Galicia». También realiza cursos para la enseñanza de la lengua y la cultura de Galicia.
Además, la institución otorga anualmente el Premio Vieira de Prata, a aquellas personas o instituciones que destaquen por su aportación o servicio bien al Patronato o a la cultura gallega en general. La entrega de este premio se produce en un acto público en el marco de la celebración del almuerzo de aniversario del Patronato. Destacadas figuras que han obtenido este premio son, por ejemplo, Isaac Díaz Pardo, Xosé Neira Vilas o Luís Seoane, entre otras personas.